# Бронепалубные крейсера типа «Мацусима»
Тип «Мацусима» (яп. 松島型防護巡洋艦 Мацусима-гата бо:го дзюнъё:кан, «Бронепалубные крейсера типа „Мацусима“») —  был классом охраняемых крейсеров Императорского военно-морского флота Японии (IJN), с тремя кораблями, названными в честь трех самых известных живописных мест Японии (по прозвищу Санкейкан (松島型防護巡洋艦景艦, "корабли с тремя видами")). Крейсеры класса «Мацусима» были весьма необычными по конструкции среди крейсеров 1890-х годов, поскольку основным вооружением каждого корабля была одна массивная 320-миллиметровая (13-дюймовая) пушка Канэ, что придавало им вид мониторов.

## Предыстория
Крейсеры типа «Мацусима», составлявшие основу Императорского флота Японии во время Первой японо-китайской войны, были построены по принципам «Молодой школы», продвигаемым французским военным советником и корабельным архитектором Луи-Эмилем Бертеном. У японского правительства не было ресурсов или бюджета для строительства большого флота линкоров, чтобы противостоять более тяжёлым кораблям Императорского флота Китая «Бэйян». Вместо этого Япония приняла радикальную теорию использования более мелких и быстрых военных кораблей с лёгкой бронёй и малокалиберными дальнобойными орудиями в сочетании с мощным основным орудием. В конечном итоге конструкция оказалась непрактичной, так как отдача от огромной пушки была слишком сильной для судов такого небольшого водоизмещения, а время перезарядки пушки было слишком долгим. Однако крейсеры типа «Мацусима» хорошо справлялись со своей задачей против плохо оснащенного и плохо управляемого Императорского флота Бэйян 
Изначально планировалось построить четвёртое судно этого класса, и его отмена из-за опасений по поводу конструкции стала одним из факторов, которые привели к отставке Бертина и его возвращению во Францию.

## Дизайн
Корабли класса «Мацусима» имели стальные корпуса с 94 шпангоутами, изготовленными из мягкой стали, и двойное дно, разделённое на водонепроницаемые отсеки, пространство между переборками и броней было заполнено корой. Носовая часть была усилена таранным устройством. Важнейшее оборудование, включая котлы и боезапас, было защищено закалённой стальной броней, как и орудийные щиты. Основное вооружение состояло из одной 320-миллиметровой (12,6 дюйма) пушки Канэ с казнозарядным механизмом, установленной в носовой части корабля (или в кормовой части в случае «Мацусимы»), которая могла стрелять 450-килограммовыми (990 фунтов) бронебойными или 350-килограммовыми (770 фунтов) фугасными снарядами на эффективную дальность 8000 метров (8700 ярдов). Максимальная скорострельность составляла два выстрела в час, а на корабле было 60 снарядов. Вспомогательное вооружение состояло из 4,7-дюймовых орудий QF Mk I–IV Armstrong с максимальной дальностью стрельбы 9000 метров (9800 ярдов) и максимальной скорострельностью 12 выстрелов в минуту. Десять орудий были установлены на орудийной палубе, по пять с каждой стороны, а 11-е орудие располагалось на верхней палубе фок-мачты на «Ицукусиме» и «Хасидатэ», тогда как на «Мацусиме» было 12-е орудие на фок-мачте. Каждое орудие было снаряжено 120 патронами. В качестве дополнительной защиты использовались 6-фунтовые пушки Hotchkiss, установленные в спонсонах на верхней палубе, с максимальной дальностью стрельбы 6000 метров (6600 ярдов) и скорострельностью 20 выстрелов в минуту. В каждом орудии было 300 снарядов. Кроме того, в разных местах были установлены 3-фунтовые пушки Hotchkiss QF с дальностью стрельбы 2200 метров (2400 ярдов), скорострельностью 32 выстрела в минуту и боезапасом 800 выстрелов на орудие. Каждый корабль этого класса также имел четыре 356-миллиметровых торпедных аппарата, три в носовой части и один в кормовой, с общим количеством 20 торпед на борту.

Судно приводилось в движение двумя паровозами тройного расширения с шестью котлами, которые вращали два вала с номинальной мощностью 5400 л. с. (4000 кВт). Теоретическая скорость составляла 16,5 узлов (19,0 миль в час; 30,6 км/ч), что редко достигалось в реальных условиях.

## Корабли в своем классе
Ицукусима (厳島)
Построен на военно-морской верфи Société Nouvelle des Forges et Chantiers de la Méditerranée во Франции; спущен на воду 18 июля 1889 года; достроен 3 сентября 1891 года. Списан 12 марта 1926 года и отправлен на слом.
Мацусима (松島)
Построен на военно-морской верфи Société Nouvelle des Forges et Chantiers de la Méditerranée во Франции; спущен на воду 22 января 1890 года; завершён 5 апреля 1892 года. «Мацусима» отличался от двух своих систершипов тем, что орудие Канэ было установлено позади надстройки, а не в носовой части. Погиб 30 апреля 1908 года в результате случайного взрыва, когда стоял на якоре у островов Пескадорес у берегов Тайваня. Погибли 207 из 350 членов экипажа.
Хашидат (橋立)
Единственный корабль этого класса, построенный в Японии на военно-морской верфи в Йокосуке; спущен на воду 24 марта 1891 года; достроен 26 июня 1894 года. Списан 1 апреля 1922 года и разобран в 1927 году

## Проект и строительство
Были спроектированы французским конструктором Э. Бертеном по заказу Императорского флота. Крейсера этого типа предназначались для противостояния китайским броненосцам в надвигавшейся войне, и для борьбы с их бронированием несли одни из наиболее мощных среди доступных орудий. Из трёх кораблей этого типа, построенных в 1888—1894 годах, два были построены во Франции, а третий — в Японии.

## Служба
В Японо-китайской войне, в которой «Мацусима» являлся флагманским кораблём флота, они проявили себя малоудачным типом, с малоэффективным главным орудием, недостаточной защищённостью и малой мореходностью.
Также корабли этого типа приняли участие в Русско-японской войне, после которой, в 1906 году они были переоборудованы в учебно-тренировочные суда.
«Мацусима» затонул в 1908 году в результате взрыва артиллерийских погребов, тогда как остальные два корабля были пущены на слом в 1922 и 1927 годах.

## Представители
| Название       | Верфь                 | Закладка        | Спуск на воду  | Вступление в строй | Судьба                                                                       |
| -------------- | --------------------- | --------------- | -------------- | ------------------ | ---------------------------------------------------------------------------- |
| Мацусима 松島  | FCM, Ла Сейн-сюр-Мер  | 17 февраля 1888 | 22 января 1890 | 5 августа 1892     | учебно-тренировочное судно с 1906, затонул при взрыве погреба 30 апреля 1908 |
| Ицукусима 厳島 | FCM, Ла Сейн-сюр-Мер  | 7 января 1888   | 11 июля 1889   | 3 сентября 1891    | учебно-тренировочное судно с 1906, пущен на слом в 1922                      |
| Хасидатэ 橋立  | верфь флота, Йокосука | 6 августа 1888  | 24 марта 1891  | 26 июня 1894       | учебно-тренировочное судно с 1906, пущен на слом в 1927                      |